# Шумилово (Украина)
Шумилово (укр. Шумилове, до 2016 г. — Червоная Зирка) — село, относится к Балтскому району Одесской области Украины.
Население по переписи 2001 года составляло 6 человек. Почтовый индекс — 66128. Телефонный код — 4866. Занимает площадь 0,17 км². Код КОАТУУ — 5120689504.
Единственной постоянной жительницей села по состоянию на 2016 год является Анна Шпетюк. Умерла в 2018.

## Местный совет
66120, Одесская обл., Балтский р-н, с. Шляховое